# Сидухина, Марина Геннадьевна
Марина Геннадьевна Сидухина (род. 28 октября 1963, Хрящёвка, Куйбышевская область) — российский государственный деятель. Сенатор Российской Федерации  — представитель от исполнительной власти Самарской области (с 13 сентября 2024 года). Вошла в Комитет Совета Федерации по бюджету и финансовым рынкам.

## Биография
Марина Геннадьевна Сидухина родилась 28 октября 1963 года в селе Хрящёвка Ставропольского района Куйбышевской области в семье сельских фармацевтов.
В 1981 году с отличием окончила среднюю Приволжскую школу.
Имеет два высших образования: медицинское и экономическое. Трудовую деятельность начала врачом-акушером в Новокуйбышевском родильном доме. В 1998 году возглавила территориальный «Центр социальной помощи семье и детям».

### Политическая карьера
В 2007 году возглавила Думу городского округа Новокуйбышевск, став первой женщиной-руководителем представительного органа местного самоуправления в Самарском регионе.
В 2010 году была избрана депутатом Самарской губернской Думы IV созыва. Работала в руководящем составе Комитетов по местному самоуправлению и по образованию и науке.  
18 сентября 2016 года была избрана депутатом Самарской Губернской Думы VI созыва.
В 2025 году стала инициатором увеличения возраста запрета продажи алкоголя для граждан младше 21 года.